# Capela de Santo Antônio dos Velasques
A Capela de Santo Antônio dos Velasques é um templo católico brasileiro localizado no município de Vera Cruz, na Ilha de Itaparica, no estado da Bahia. Estima-se que foi erguida no século XVII. É tombada pelo Instituto do Patrimônio Histórico e Artístico Nacional (IPHAN).

## História
Suas origens remontam ao século XVII, edificada nas terras da família Velasquez, a Fazenda Santo Antônio. Por meio de associação com a proprietária da fazenda, a Irmandade de Santo António dos Velásquez ficou responsável pela capela. Foi reconstruída no século seguinte, em 1757, adicionando casas anexas para servirem de parada para os romeiros e também para contemplar a residência do capelão.
Restaram somente as paredes externas da capela, que está sendo consumida pelas ondas do mar.

## Arquitetura
Possui uma torre e uma fachada principal em oitão, com terminação triangular, precedida por um copiar/alpendre frontal. Seu púlpito, coro e sineira, eram acessados via escada externa, característica comum das capelas rurais daquela época.
Suas paredes externas são de alvenaria e pedra. Sua planta possui nave única com coro, capela-mor com sacristia ao seu lado, além de outras quatro salas.